# Semidalis serrata
Semidalis serrata är en insektsart som beskrevs av Meinander 1983. Semidalis serrata ingår i släktet Semidalis och familjen vaxsländor. Inga underarter finns listade i Catalogue of Life.